# Туник, Спенсер

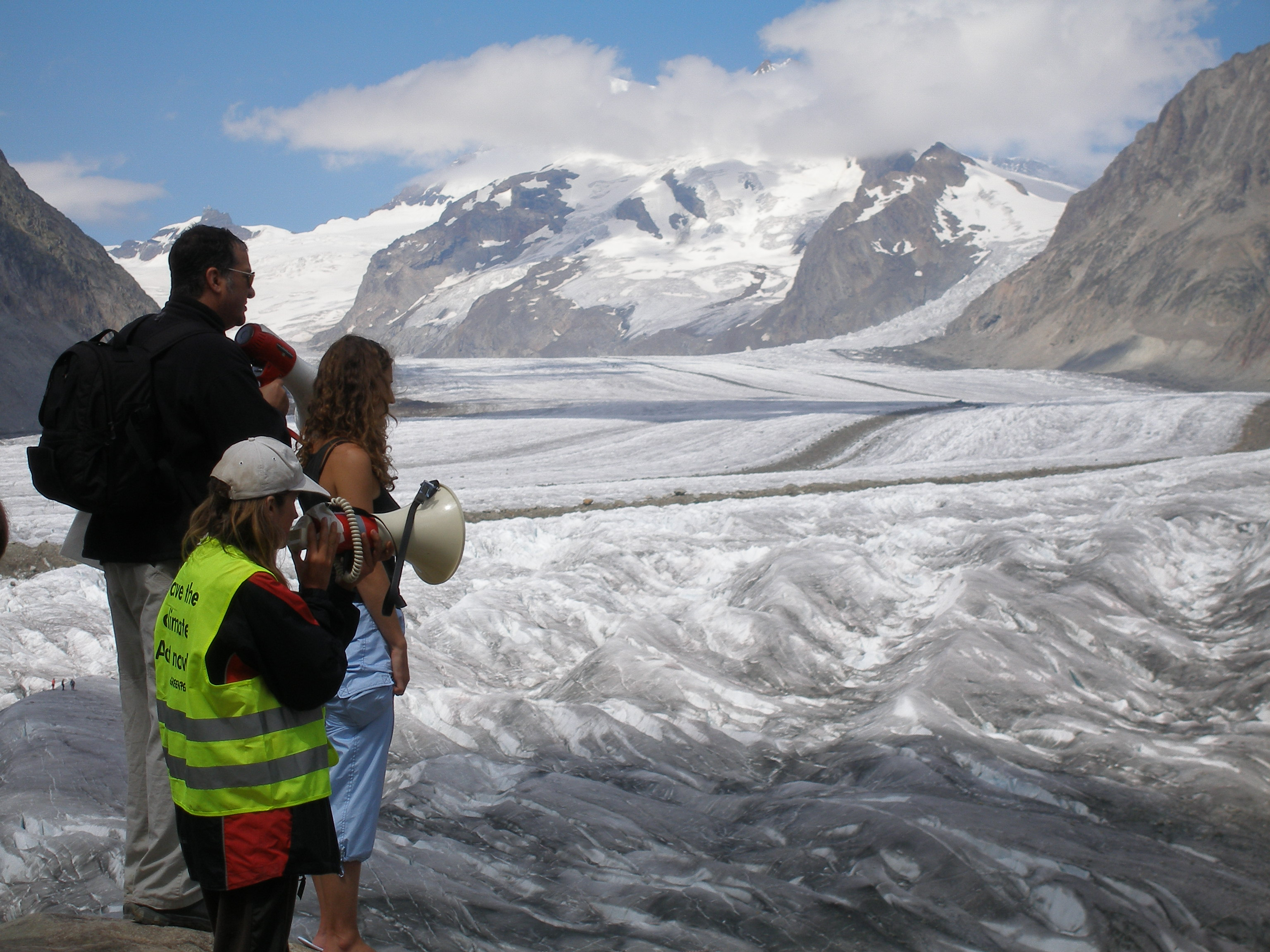
Спенсер Туник за работой

Туник, Спенсер (англ. Spencer Tunick; род. 1 января 1967) — американский фотохудожник,  прославившийся фотографиями десятков, сотен и тысяч обнажённых людей, собранных в самых необычных для этого местах. С. Туник организует флешмобы обнаженных людей для своих фото-инсталляций. Самый крупный флешмоб ему удалось организовать в 2007 году в Мехико из 18000 добровольцев.

## Биография
С 1992 года С. Туник начал фотографировать обнажённых моделей. Вначале это были один или несколько человек, однако постепенно число позировавших увеличивалось. Сейчас он делает около шести работ в год по всему миру: художник побывал в Нью-Йорке, Вене, Лос-Анджелесе, Базеле, Мехико, Барселоне, Амстердаме и других крупных городах.
Произведения С. Туника совмещают в себе сразу несколько аспектов одновременно: скульптуру, перформанс, лэнд-арт. Художник заранее объявляет о месте следующей съёмки и предлагает всем желающим принять участие. Волонтёры регистрируются и в назначенную дату собираются в определённом месте. Далее следует сбрасывание всех одежд и принятие нужных поз. Обычно люди стоят, лежат на земле, лежат друг на друге, поднимают руки вверх.

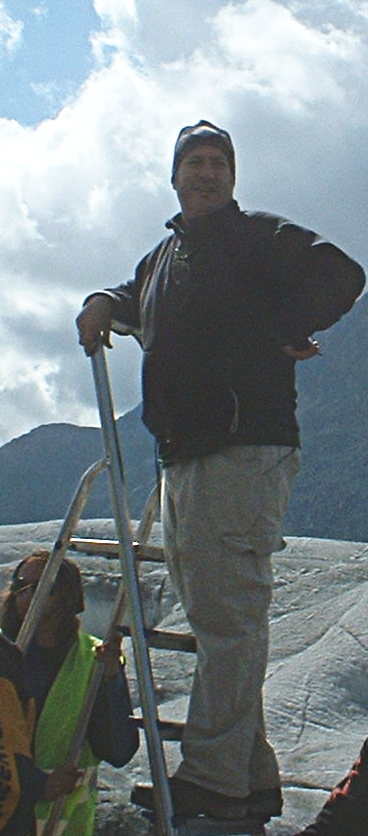
С. Туник

Начав с полутора тысяч людей, С. Туник достаточно быстро увеличил количество волонтёров. Например, в июне 2003 года в Барселоне он собрал семь тысяч обнажённых, а 6 мая 2007 года он побил все рекорды, сфотографировав восемнадцать тысяч на площади в Мехико.
18 июля 2009 года провел в Москве 10 фотосессий с непрофессиональными моделями (5 мужчинами и 5 женщинами) для Биеннале Москва-2009.
17 сентября 2011 года Спенсер Туник провёл съёмку в Израиле на Мёртвом море. Инсталляция, в которой приняли участие 1 000 человек в возрасте от 20 до 77 лет названа автором «Голое море». К событию автор готовился 4 года. Решение провести съёмку именно в этом месте совпало с кампанией по выдвижению Мертвого моря на конкурс по выбору седьмого чуда света. Туник заявил, что он хочет провести акцию во имя спасения самого соленого в мире моря, которое быстро мелеет. Проект был профинансирован через сервис Kickstarter по системе краудфандинга, собрав более $ 100 000 пожертвований.